# Chiesa di San Giovanni del Toro
La chiesa di San Giovanni del Toro è un luogo di culto cattolico di Ravello (provincia di Salerno).

## Storia e descrizione
La chiesa fu costruita nell'XI secolo da un gruppo di famiglie patrizie di Ravello, fra cui i Muscettola, i Pironti, i Rogadeo e i Rufolo.
Il pulpito è ornato di bacini persiani e risale al XIII secolo circa.
Più tardi affreschi, del XIV secolo, sono nella cripta, dove i Pironti possedevano una cappella gentilizia.
Tre absidi con cupole ad archi intrecciati ne costituiscono la caratteristica fondamentale.